# Liste des communes italiennes par province
1. Communes de la province d'Agrigente
2. Communes de la province d'Alexandrie (Italie)
3. Communes de la province d'Ancône
4. Communes de la province de L'Aquila
5. Communes de la province d'Arezzo
6. Communes de la province d'Ascoli Piceno
7. Communes de la province d'Asti
8. Communes de la province d'Avellino
9. Communes de la province de Bari
10. Communes de la province de Barletta-Andria-Trani
11. Communes de la province de Belluno
12. Communes de la province de Bénévent
13. Communes de la province de Bergame
14. Communes de la province de Biella
15. Communes de la province de Bologne
16. Communes de la province de Bolzano
17. Communes de la province de Brescia
18. Communes de la province de Brindisi
19. Communes de la ville métropolitaine de Cagliari
20. Communes de la province de Caltanissetta
21. Communes de la province de Campobasso
22. Communes de la province de Caserte
23. Communes de la province de Catane
24. Communes de la province de Catanzaro
25. Communes de la province de Chieti
26. Communes de la province de Côme
27. Communes de la province de Coni
28. Communes de la province de Cosenza
29. Communes de la province de Crémone
30. Communes de la province de Crotone
31. Communes de la province d'Enna
32. Communes de la province de Fermo
33. Communes de la province de Ferrare
34. Communes de la province de Florence
35. Communes de la province de Foggia
36. Communes de la province de Forlì-Césène
37. Communes de la province de Frosinone
38. Communes de la ville métropolitaine de Gênes
39. Communes de la province de Gorizia
40. Communes de la province de Grosseto
41. Communes de la province d'Imperia
42. Communes de la province d'Isernia
43. Communes de la province de Latina
44. Communes de la province de Lecce
45. Communes de la province de Lecco
46. Communes de la province de Livourne
47. Communes de la province de Lodi
48. Communes de la province de Lucques
49. Communes de la province de Macerata
50. Communes de la province de Mantoue
51. Communes de la province de Massa-Carrara
52. Communes de la province de Matera
53. Communes de la province de Messine
54. Communes de la ville métropolitaine de Milan
55. Communes de la province de Modène
56. Communes de la province de Monza et de la Brianza
57. Communes de la ville métropolitaine de Naples
58. Communes de la province de Novare
59. Communes de la province de Nuoro
60. Communes de la province d'Oristano
61. Communes de la province de Padoue
62. Communes de la province de Palerme
63. Communes de la province de Parme
64. Communes de la province de Pavie
65. Communes de la province de Pérouse
66. Communes de la province de Pesaro et d'Urbino
67. Communes de la province de Pescara
68. Communes de la province de Pise
69. Communes de la province de Pistoia
70. Communes de la province de Plaisance
71. Communes de la province de Pordenone
72. Communes de la province de Potenza
73. Communes de la province de Prato
74. Communes de la province de Raguse
75. Communes de la province de Ravenne
76. Communes de la province de Reggio de Calabre
77. Communes de la province de Reggio d'Émilie
78. Communes de la province de Rieti
79. Communes de la province de Rimini
80. Communes de la province de Rome
81. Communes de la province de Rovigo
82. Communes de la province de Salerne
83. Communes de la province de Sassari
84. Communes de la province de Savone
85. Communes de la province de Sienne
86. Communes de la province de Sondrio
87. Communes de la province de La Spezia
88. Communes de la province de Syracuse
89. Communes de la province de Tarente
90. Communes de la province de Teramo
91. Communes de la province de Terni
92. Communes de la province de Trapani
93. Communes de la province de Trente
94. Communes de la province de Trévise
95. Communes de la province de Trieste
96. Communes de la ville métropolitaine de Turin
97. Communes de la province d'Udine
98. Communes de la province de Varèse
99. Communes de la province de Venise
100. Communes de la province du Verbano-Cusio-Ossola
101. Communes de la province de Verceil
102. Communes de la province de Vérone
103. Communes de la province de Vibo Valentia
104. Communes de la province de Vicence
105. Communes de la province de Viterbe
106. Communes de la Vallée d'Aoste